# الكرة الذهبية وقصص أخرى
الكرة الذهبية وقصص أخرى (بالإنجليزية: The Golden Ball and Other Stories) هي مجموعة قصص من إنشاء وتأليف الكاتبة الإنجليزية أجاثا كريستي ونُشِرَت لأول مرة في الولايات المتحدة عام 1971. القصص مأخوذة من مجموعة قصصية أخرى سبق وتم نشرها وهي: لغز ليستراد، كلب الموت وقصص أخرى ومشكلة في خليج بولينسا وقصص أخرى.

## القصص
1. لغز ليستراد (The Listerdale Mystery)
2. الفتاة في القطار (The Girl in The Train)
3. الرجولة إدوارد روبنسون (The Manhood of Edward Robinson)
4. جين تبحث عن وظيفة (Jane in Search of a Job)
5. الأحد مُثمر (A Fruitful Sunday)
6. الكرة الذهبية (The Golden Ball)
7. زمردة راجا (The Rajah's Emerald)
8. أغنية البجعة (Swan Song)
9. كلب الموت (The Hound of Death)
10. الغجر (The Gypsy)
11. مصباح (The Lamp)
12. قضية السير آرثر كارمايكل الغريبة (The Strange Case of Sir Arthur Carmichael)
13. نداء الأستغاثة (The Call of Wings)
14. زهرة الماجنوليا (Magnolia Blossom)
15. بجوار كلب (Next to a Dog)

## ملاحظة حول القصص
- القصص الثمانية الأولى مأخوذة من مجموعة لغز ليستراد. (1-8)
- القصص من 9 إلى 13 مأخوذة من مجموعة كلب الموت وقصص أخرى.
- القصص من 14 و15 مأخوذة من مجموعة مشكلة في خليج بولينسا وقصص أخرى.